# Athribis (Haute-Égypte)
Pour l’article homonyme, voir Athribis.
Athribis (Hout-Repyt, Ḥw.t-rpy.t en ancien égyptien) était une ville du 9e nome de Haute-Égypte, le nome de Min.

## Toponymie
| Hout-Repyt |
|            |
| Ḥw.t-rpy.t |

Les anciens égyptiens nommaient cette ville Hout-Repyt (Ḥw.t-rpy.t), ce qui signifie « Maison du Temple de Repyt », la déesse tutélaire de la ville. Par la suite, de l'époque ptolémaïque à l'époque byzantine, cette ville pris le nom d'Athribis (grec ancien : Ἄθλιβις) ; on retrouve aussi le nom Tripheion (grec ancien : Τριφεῖον). Les coptes ont ensuite nommé cette ville Atrépé (copte : ⲁⲧⲣⲉⲡⲉ) ou Athrēbi (copte : ⲁⲑⲣⲏⲃⲓ). Le site se trouve aujourd'hui près du village d'Ouannina (arabe : أدريبة).

## Localisation
La ville était située sur la rive ouest du Nil, à sept kilomètres au sud-ouest de l'actuel Sohag, au pied des montagnes occidentales. Entre les ruines et les champs de l'est se trouve le village de Nag' al-Shaykh Silim, à cinq cents mètres au nord le village de Nag' al-Shaykh Hamad, et à trois kilomètres au nord les ruines du monastère blanc copte. Dans l'Égypte ancienne, Athribis appartenait au 9e nome de Haute-Égypte, le nome de Min, dont la capitale était Akhmîn, l'ancienne Panopolis.

## Histoire

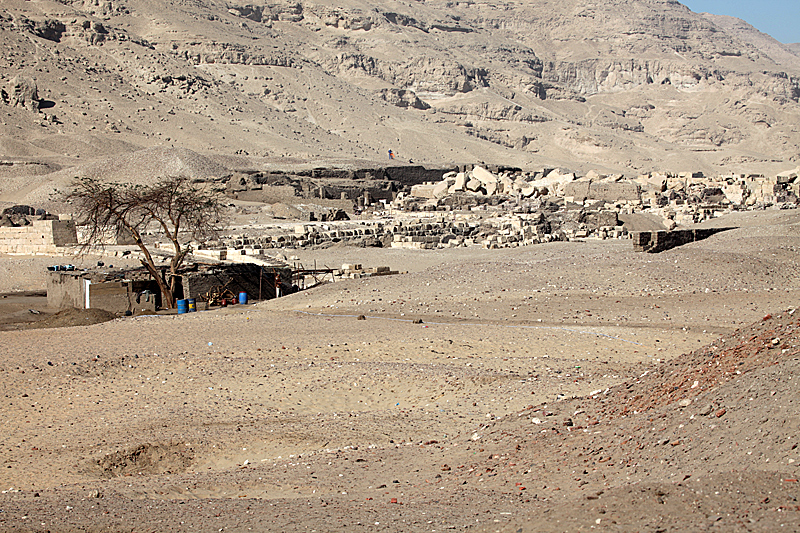
Site archéologique d'Athribis, vue du sud-est (2010)

La ville d'Athribis, avec ses bâtiments résidentiels et économiques datant des périodes ptolémaïque, romaine et byzantine, s'étendait au sud, au sud-est et au nord-est du quartier des temples. Certains vestiges de bâtiments fouillés peuvent être datés plus précisément des IIIe et IVe siècles. Au XIXe et au XXe siècle, les bâtiments en briques crues ont été fortement détruits, car l'argile contenant du phosphate était nécessaire comme engrais et pour la production de poudre à canon.

### Les temples
Le quartier du temple de la déesse Repyt, d'une superficie d'environ trois hectares, était à l'origine entouré d'un mur en briques de terre séchée et était accessible au sud-est par une porte monumentale en pierre construite par Ptolémée IX. Le temple est aujourd'hui en grande partie détruit. Des môles du pylône de cinquante mètres de large, il ne reste que le premier étage.
À côté du temple principal se trouve un temple de granit plus ancien d'Apriès et, en travers de l'axe, le temple de Ptolémée XII, construit en l'honneur de la famille des divinités d'Athribis. Ce temple mesurait quarante-cinq mètres de large pour soixante-quinze mètres et avait un pronaos de deux fois six colonnes. L'arrière du pronaos était soit entouré d'un portique, soit constitué d'un portique ouvert avec un sanctuaire et des pièces annexes. Le temple a été décoré sous Tibère et Claude, et achevé sous Hadrien.
À la fin du IVe siècle, le temple a été converti par des moines chrétiens en une entreprise commerciale avec un atelier de teinture. La structure a été détruite au Haut Moyen Âge et le matériau en pierre a été brûlé pour en faire de la chaux. Environ un tiers de la structure originale a survécu.

### La nécropole
À l'ouest de la ville se trouve le plateau escarpé du désert libyen, où se trouvent d'anciennes carrières et des tombes rupestres du Ier au IIIe siècle. Au centre de cette nécropole de 1,7 km de long se trouve un temple rupestre d'époque ptolémaïque et romaine à flanc de montagne, avec un parvis, deux salles de pierre et une niche de culte. La façade était décorée de demi-colonnes avec des chapiteaux de palmiers. Le temple rupestre était dédié aux dieux d'Athribis.

## Histoire des cultes
Les inscriptions des temples représentent la source la plus importante d'informations sur la déesse lionne Repyt, dont on sait peu de choses jusqu'à présent, bien qu'elle soit attestée depuis le début de l'histoire égyptienne. Le plus ancien bâtiment de culte connu jusqu'à présent d'Athribis date de la XXVIe dynastie et a été construit par le roi Apriès. À la fin de la période ptolémaïque et romaine, le quartier des temples a reçu deux ajouts monumentaux, dont l'un a été construit sous Ptolémée IX. Le grand temple de Ptolémée XII aux divinités Min, Repyt et Kolanthes a continué à être décoré jusqu'à l'époque de l'empereur Domitien.
Des sources écrites font état d'un complexe de palais romain en 298. À cette époque, les cultes des temples égyptiens ont peut-être cessé. Au début du IVe siècle, des ermites chrétiens se sont installés sur la colline de la nécropole. Dans la première moitié du IVe siècle, un monastère de femmes a été fondé, qui était affilié au Monastère Blanc sous l'abbé Pkjol. Sous Chenouté, le monastère de femmes s'est étendu au quartier du temple et a existé au moins jusqu'au début de l'époque arabe. Au Haut Moyen Âge, le monastère a été abandonné et les blocs de calcaire de certains temples ont été utilisés pour la construction du Monastère Blanc voisin.

## Histoire de la recherche
En 1825, John Gardner Wilkinson a fait une première étude du site et a publié un rapport dans son ouvrage Modern Egypt and Thebes. En 1839, Nestor L'Hôte s'est rendu sur le site de fouilles et en a donné une brève description dans ses lettres de voyage. Karl Richard Lepsius a visité le site avec l'expédition prussienne en 1845 et a publié ses découvertes dans LD[Quoi ?] IV. En 1906/07, Flinders Petrie a commencé la première fouille scientifique de la British School of Archaeology en Égypte et a publié les résultats dans le 14e volume des rapports de la BSAE[Quoi ?]. De 1983 à 1996, l'Autorité des antiquités égyptiennes a repris les fouilles et a découvert de grandes parties du temple en quatorze campagnes de fouilles.
Depuis 2003, il existe un projet de coopération germano-égyptien sous la direction de R. El-Sayed, Y. El-Masry et Christian Leitz, auquel participent l'université de Tübingen, le SCA[Quoi ?] ainsi que des institutions et des personnels scientifiques d'Allemagne, de Pologne, d'Angleterre et de France (Projet Athribis). Le but du projet est la documentation et l'analyse scientifique des découvertes archéologiques et l'enregistrement des inscriptions du temple. En outre, les reliefs et les peintures murales du temple de Ptolémée XII doivent être conservés.